# Badoc
Badoc ist eine Stadtgemeinde in der philippinischen Provinz Ilocos Norte. Im Süden grenzt die Gemeinde an die Provinz Ilocos Sur und im Westen an das Südchinesische Meer. Im Jahre 2015 zählte sie 31.616 Einwohner. Badoc besitzt einen Sandstrand und die sehenswerte Johannesbasilika.
Badoc ist in die folgenden 31 Baranggays aufgeteilt:
| - Alay-Nangbabaan - Alogoog - Ar-Arusip - Aring - Balbaldez - Bato - Camanga - Canaan - Caraitan - Gabut Norte - Gabut Sur - Garreta - Labut - Lacuben - Lubigan - Mabusag Norte | - Mabusag Sur - Madupayas - Morong - Nagrebcan - Napu - La Virgen Milagrosa - Pagsanahan Norte - Pagsanahan Sur - Paltit - Parang - Pasuc - Santa Cruz Norte - Santa Cruz Sur - Saud - Turod |